# Blincourt
Blincourt ist eine französische Gemeinde mit 122 Einwohnern (Stand 1. Januar 2022) im Département Oise in der Region Hauts-de-France. Die Gemeinde liegt im Arrondissement Clermont und ist Teil der Communauté de communes de la Plaine d’Estrées und des Kantons Estrées-Saint-Denis.

## Geographie
Die Gemeinde liegt rund 39 Kilometer östlich von Beauvais und 16 Kilometer östlich von Clermont an der früheren Route nationale 17, die von Paris nach Lille führt.

## Geschichte
In Blincourt war u. a. die Abbaye de la Victoire in Senlis begütert. Von 1826 bis 1832 waren die Nachbargemeinden Choisy-la-Victoire und Avrigny mit Blincourt vereinigt.
| 1962 | 1968 | 1975 | 1982 | 1990 | 1999 | 2006 | 2012 |
| ---- | ---- | ---- | ---- | ---- | ---- | ---- | ---- |
| 103  | 78   | 73   | 65   | 45   | 76   | 104  | 116  |

## Verwaltung
Bürgermeister (maire) ist seit 2008 Dominique Le Sourd.

## Sehenswürdigkeiten
- Kirche Saint-Nicolas[1] (siehe auch: Liste der Monuments historiques in Blincourt)

## Persönlichkeiten
- Michel Nicolas Gérard (1808–1876), Politiker, hier geboren.